# Amietophrynus gutturalis
Amietophrynus gutturalis е вид жаба от семейство Крастави жаби (Bufonidae). Видът е незастрашен от изчезване.

## Разпространение
Разпространен е в Ангола, Ботсвана, Демократична република Конго, Замбия, Зимбабве, Кения, Лесото, Малави, Мозамбик, Намибия, Свазиленд, Сомалия, Танзания и Южна Африка. Внесен е в Мавриций и Реюнион.

## Описание
Популацията на вида е нарастваща.